# 臺中都會公園
臺中都會公園位於臺灣臺中市西屯區、沙鹿區交界，位於都會園路1215巷140號，建於大肚臺地之上，鄰境大肚臺地的最高點(海拔310公尺)，面積88公頃，由內政部營建署依據《臺灣地區都會區域休閒設施發展方案》所規劃，並於2000年開放啟用；2019年11月28日改隸國家自然公園管理處管轄，但臺中都會公園並非「國家公園法」所定「國家自然公園」之範疇。
臺中都會公園在設計理念上定位為「都會森林公園」，提供大型開放空間、廣大的綠地、綠美化的視覺景觀、多樣性的遊憩活動，以及自然資源等功能，臺中都會公園現已成為大臺中地區民眾休閒遊憩的空間，兼具有都市綠地緩衝帶，以及防災避難的功能，而園區內的植被及水池濕地等環境也成為動物棲息的場所。臺中都會公園是臺灣的都市公園最容易觀賞松雀鷹的地方。
向東眺望，可以淺顯易見臺中盆地及大坑、豐原山區；而西側則可遠眺臺灣海峽、臺中港，海上來往的船隻相當清楚，為一視野極佳的「都會生態公園」。

## 園區設施
有日晷雕塑、星象廣場、賞月廊、健康水道、觀星廣場、體健區、植物觀賞區、戶外劇場、陽光草坪…等設施。

## 交通
臺中市市區公車
- 台中客運：324（臺中都會公園－新民高中）[14]

## 周邊景點
- 弘光科技大學
- 靜宜大學
- 東海大學
- 東海商圈
  - 東海藝術街商圈
  - 東海別墅夜市
- 東海古堡
- 望高寮夜景公園
- 中部科學園區臺中基地

## 圖片集

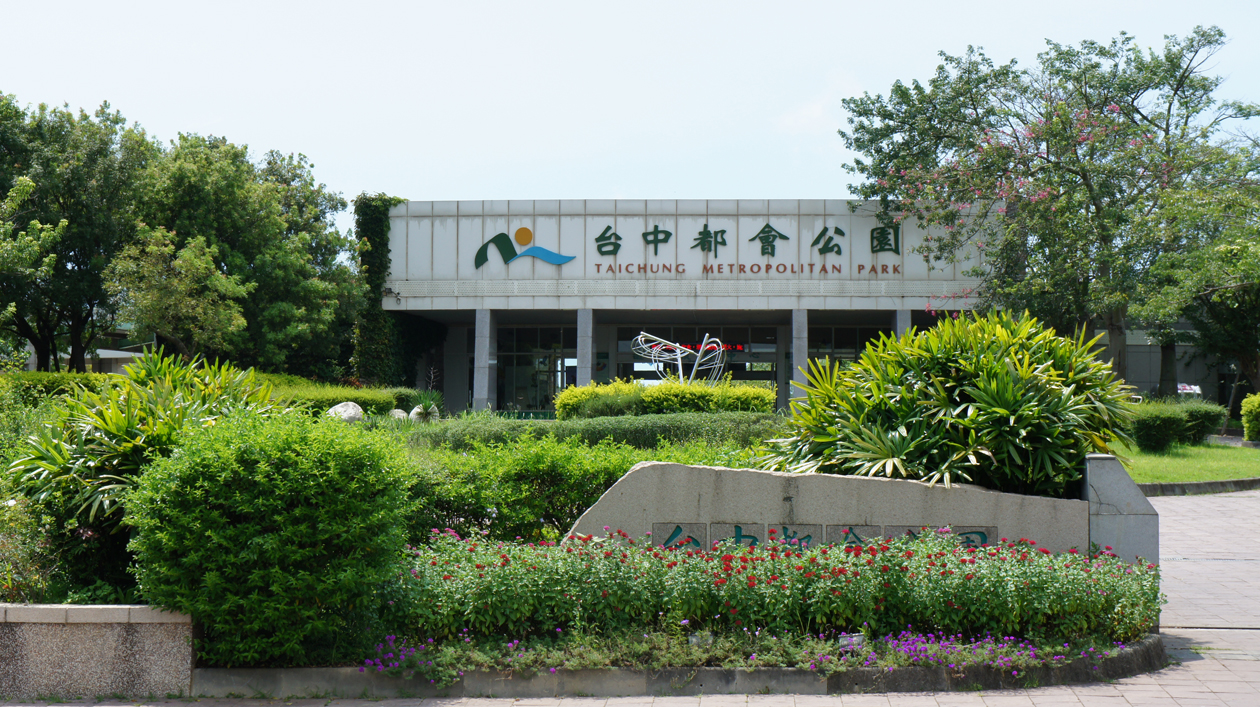
臺中都會公園入口
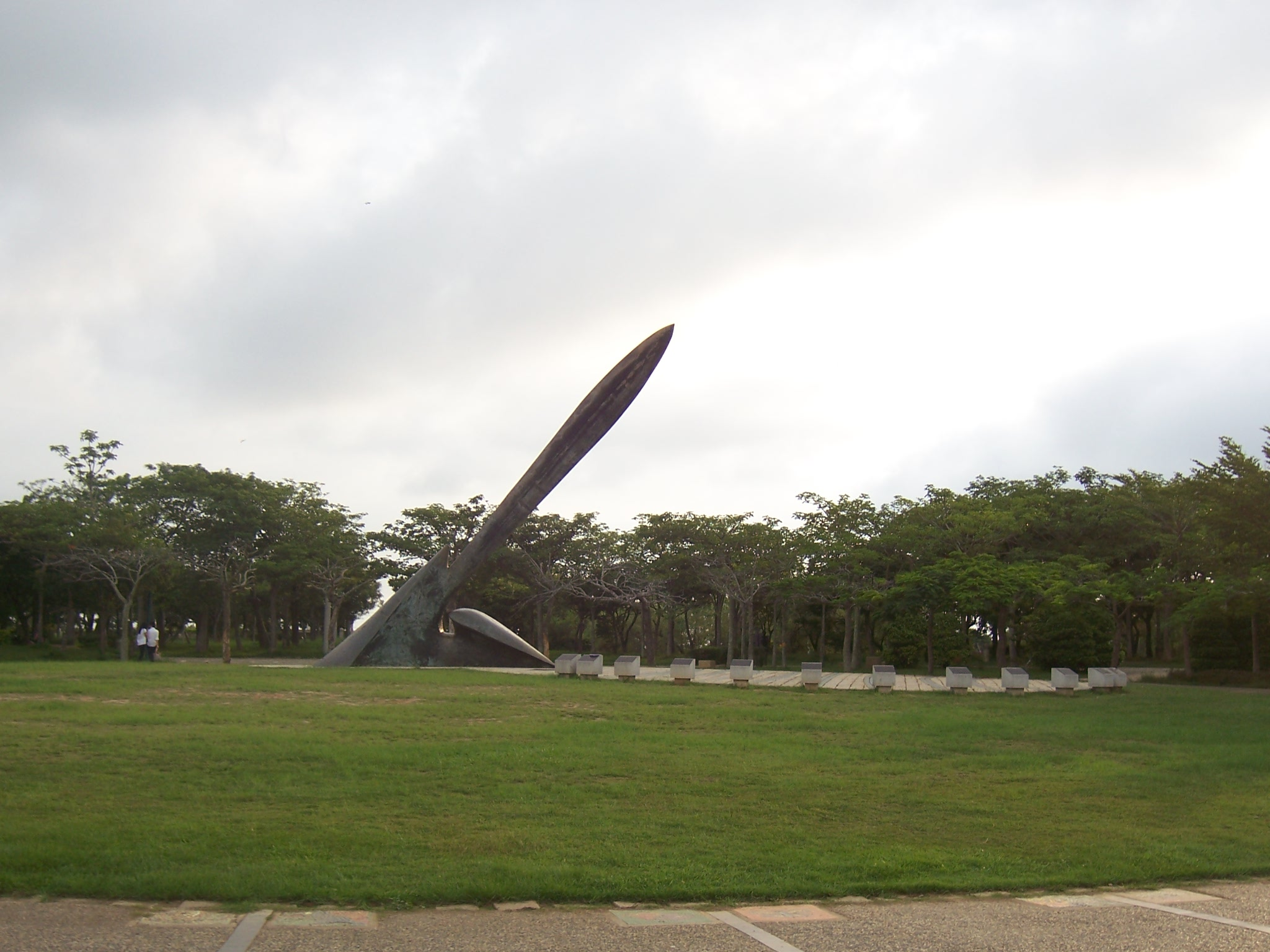
臺中都會公園地標「種子日晷」
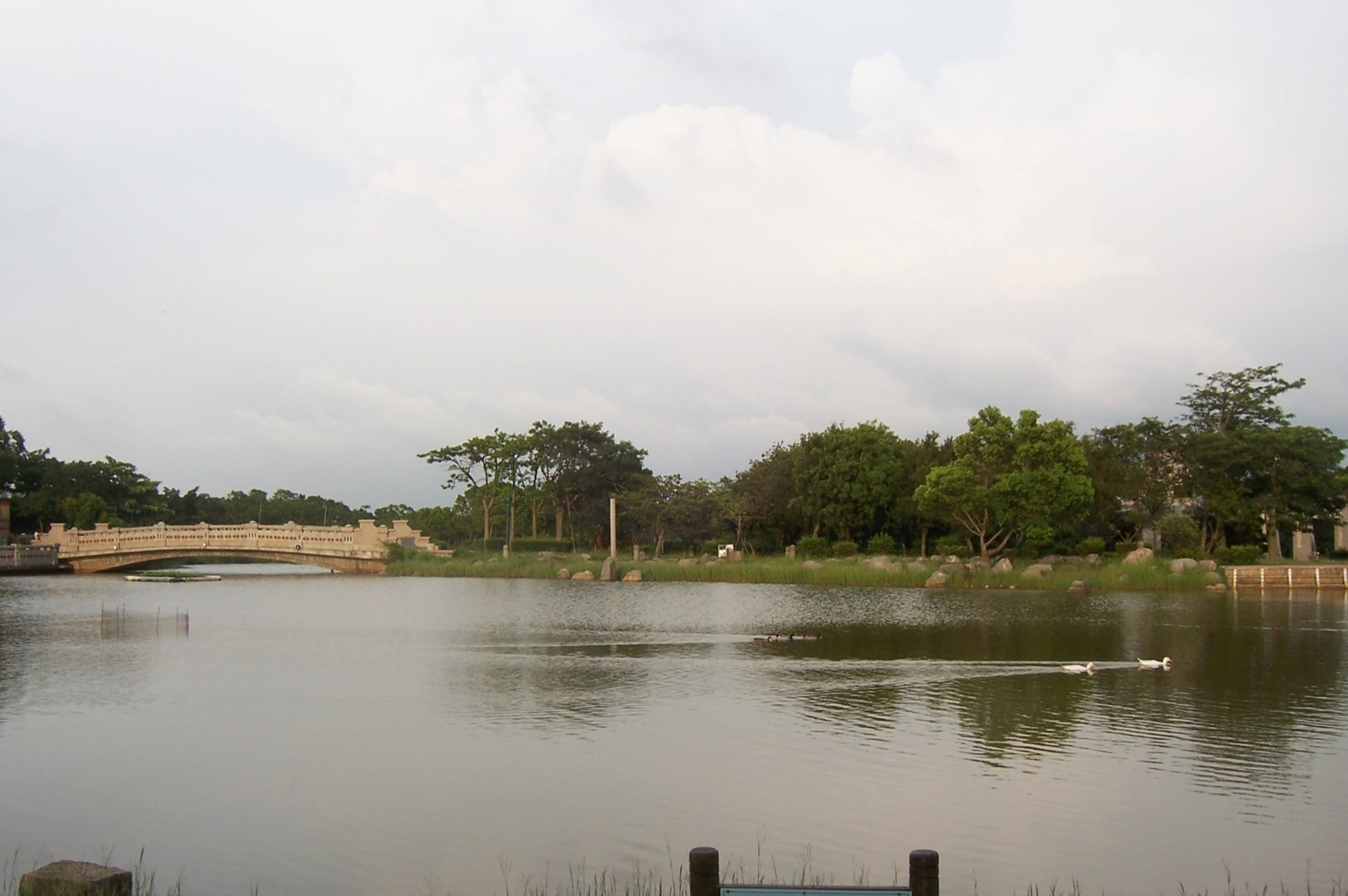
臺中都會公園的人工湖泊
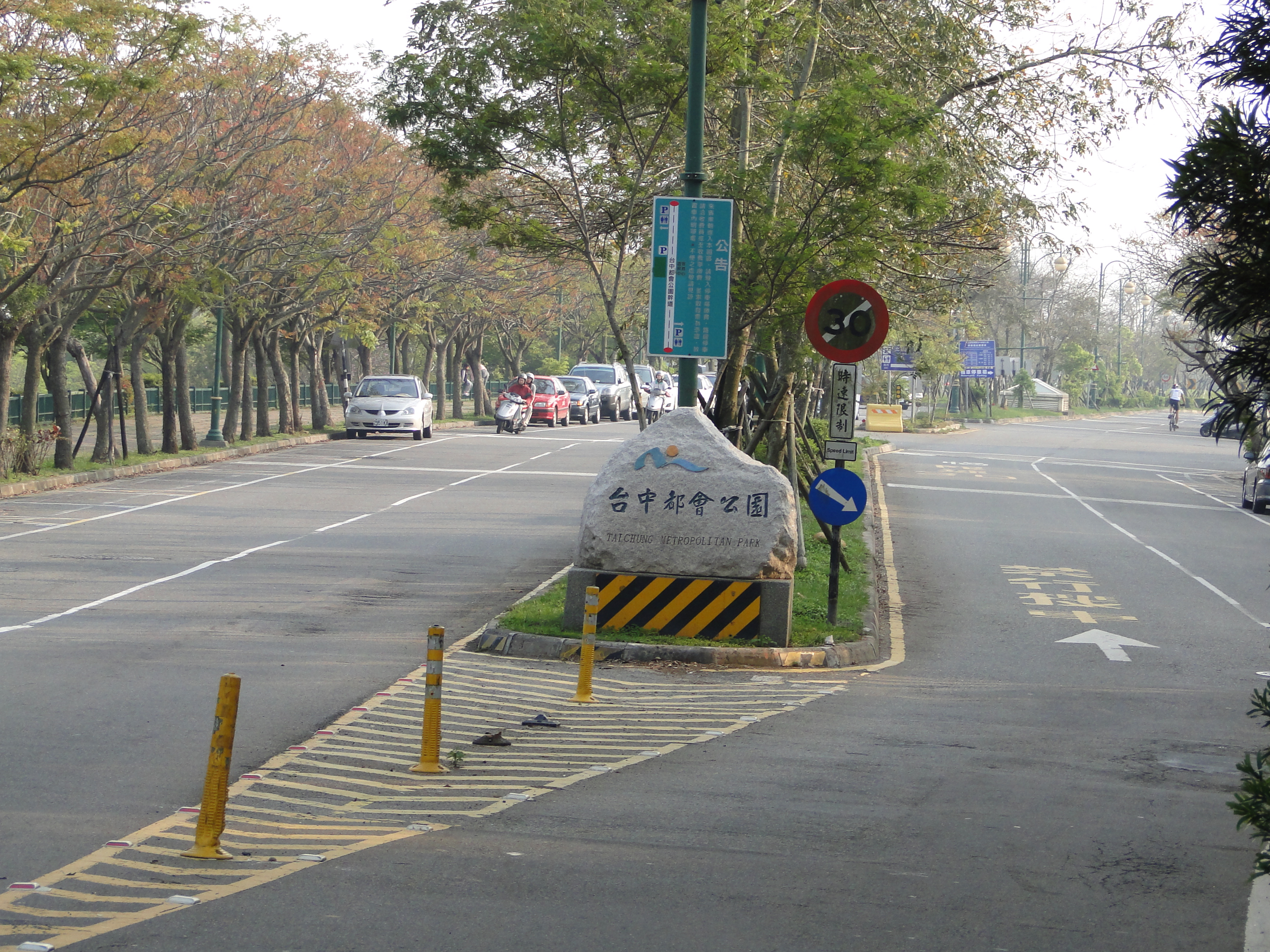
臺中都會公園於都會園路北側之入口

## 外部連結
- 臺中都會公園 （页面存档备份，存于）